# Municipalité de Cuencamé
Cuencamé est une des 39 municipalités de l'état de Durango au nord-ouest du Mexique. Son chef-lieu est Cuencamé de Ceniceros. Sa superficie est de 1 324,9 km2.
En 2010, la municipalité a une population de 33 664 habitants, contre 31 616 habitants en 2005.

## Géographie
La municipalité a 276 localités, dont les plus importantes sont (avec la population de 2010 entre parenthèses) : Cuencamé de Ceniceros (9 848), Cuauhtémoc (2 998), Velardeña (2 425),  Emiliano Zapata (2 050), Ramón Corona (1 870), Pedriceña (Estación Pedriceña) (1 765) et Pasaje (1 474).

### Climat
Le climat est de type semi-aride. La température moyenne annuelle est 21,5 °C.  Les précipitations annuelles sont de 392,1 millimètres.
| Mois                              | jan. | fév. | mars | avril | mai  | juin | jui. | août | sep. | oct. | nov. | déc. |
| --------------------------------- | ---- | ---- | ---- | ----- | ---- | ---- | ---- | ---- | ---- | ---- | ---- | ---- |
| Température minimale moyenne (°C) | 6,6  | 7,7  | 10,8 | 13,8  | 16,9 | 18,2 | 17,8 | 17,2 | 15,9 | 13,2 | 10   | 7,5  |
| Température maximale moyenne (°C) | 24,5 | 27,2 | 30,5 | 32,4  | 34,8 | 34,6 | 32,4 | 32   | 31   | 30   | 27,5 | 24,7 |
| Précipitations (mm)               | 12   | 5    | 2    | 7     | 17   | 51   | 88   | 101  | 65   | 23   | 10   | 10   |

| Diagramme climatique                                  |          |           |           |            |            |            |           |          |          |        |           |
| J                                                     | F        | M         | A         | M          | J          | J          | A         | S        | O        | N      | D         |
| 24,56,612                                             | 27,27,75 | 30,510,82 | 32,413,87 | 34,816,917 | 34,618,251 | 32,417,888 | 3217,2101 | 3115,965 | 3013,223 | 27,510 | 24,77,510 |
| Moyennes : • Temp. maxi et mini °C • Précipitation mm |          |           |           |            |            |            |           |          |          |        |           |